# Bandung-Konferenz

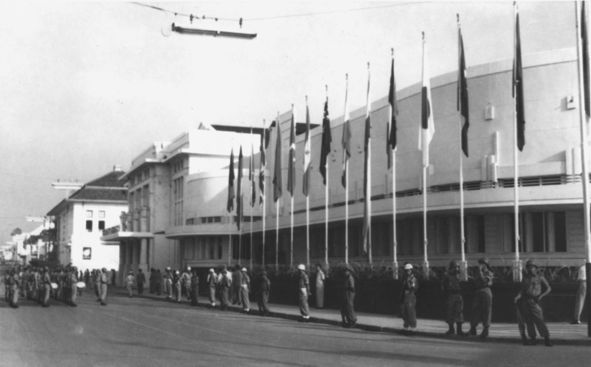
Das Savoy Homann Bidakara Hotel in Bandung, der Tagungsort

Die teilnehmenden Staaten des Jahres 1955

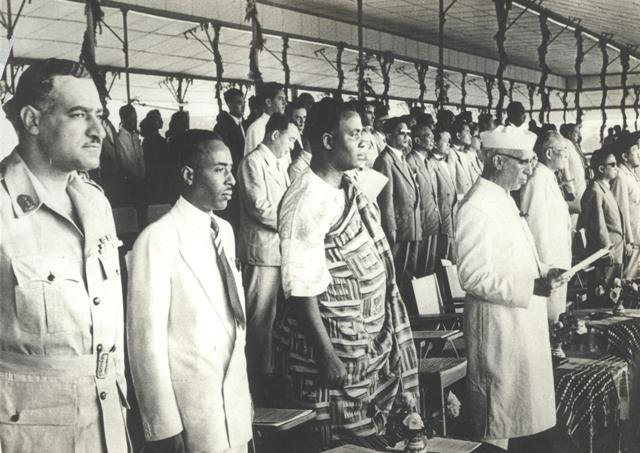
Vertreter der Teilnehmerstaaten in Bandung (vorne links Gamal Abd el Nasser und rechts Jawaharlal Nehru)

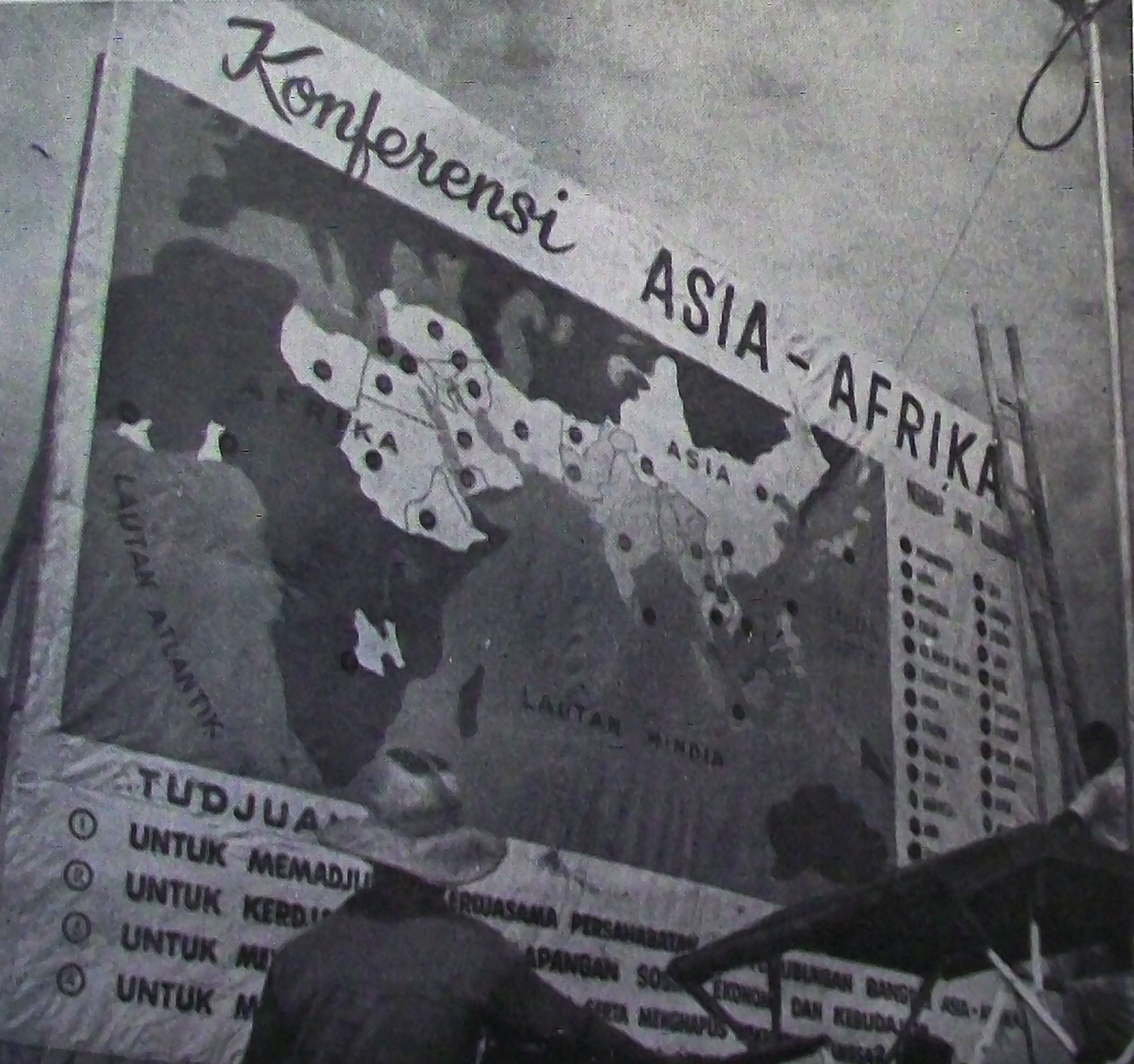
Indonesisches Plakat zur Konferenz

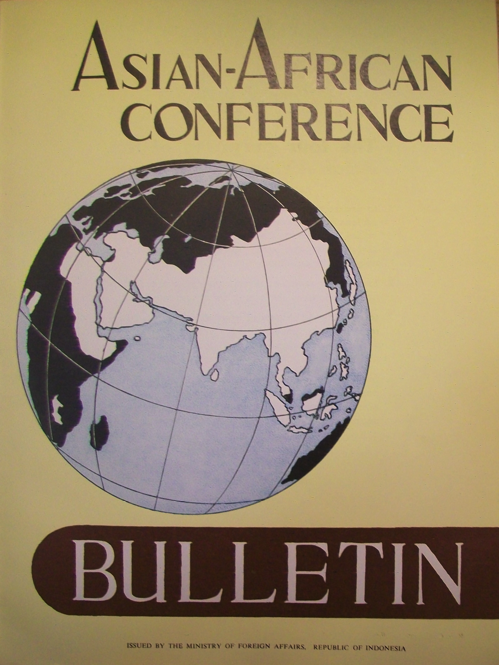
Titelblatt des Bandung-Bulletins, das täglich während der Konferenz ausgegeben wurde

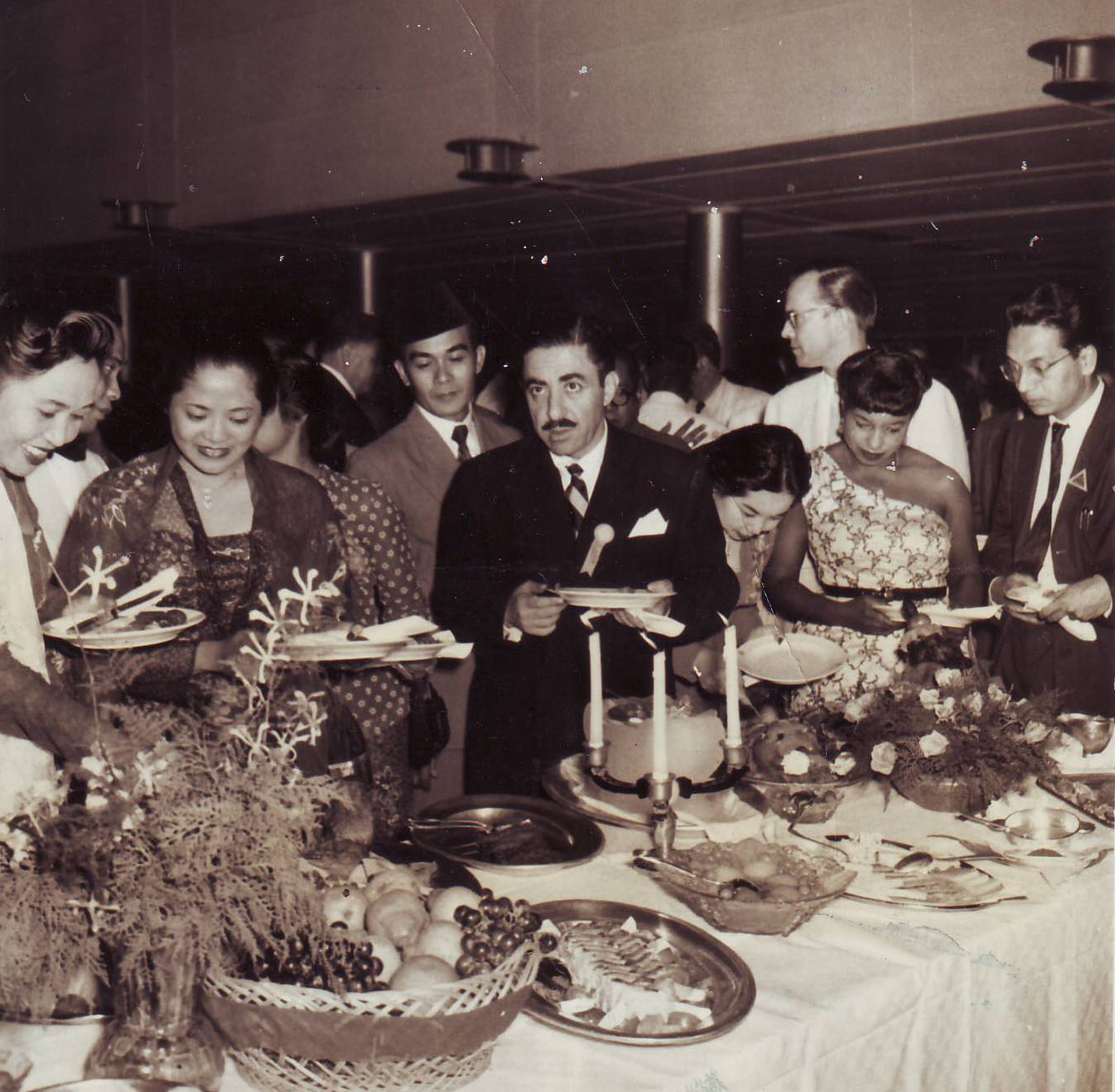
Gala-Dinner für die Konferenzteilnehmer

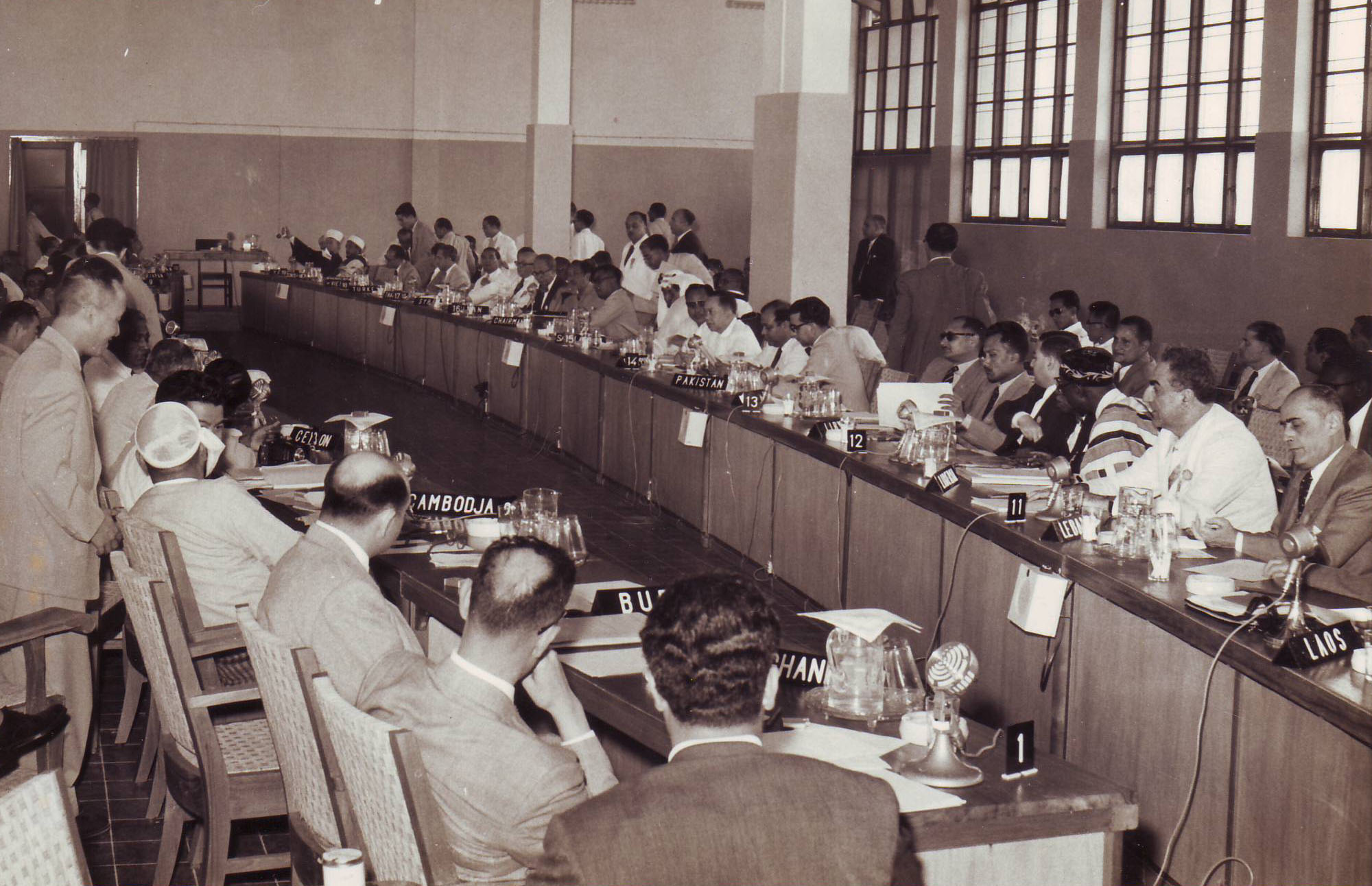
Delegationssitzung des Wirtschaftsausschusses

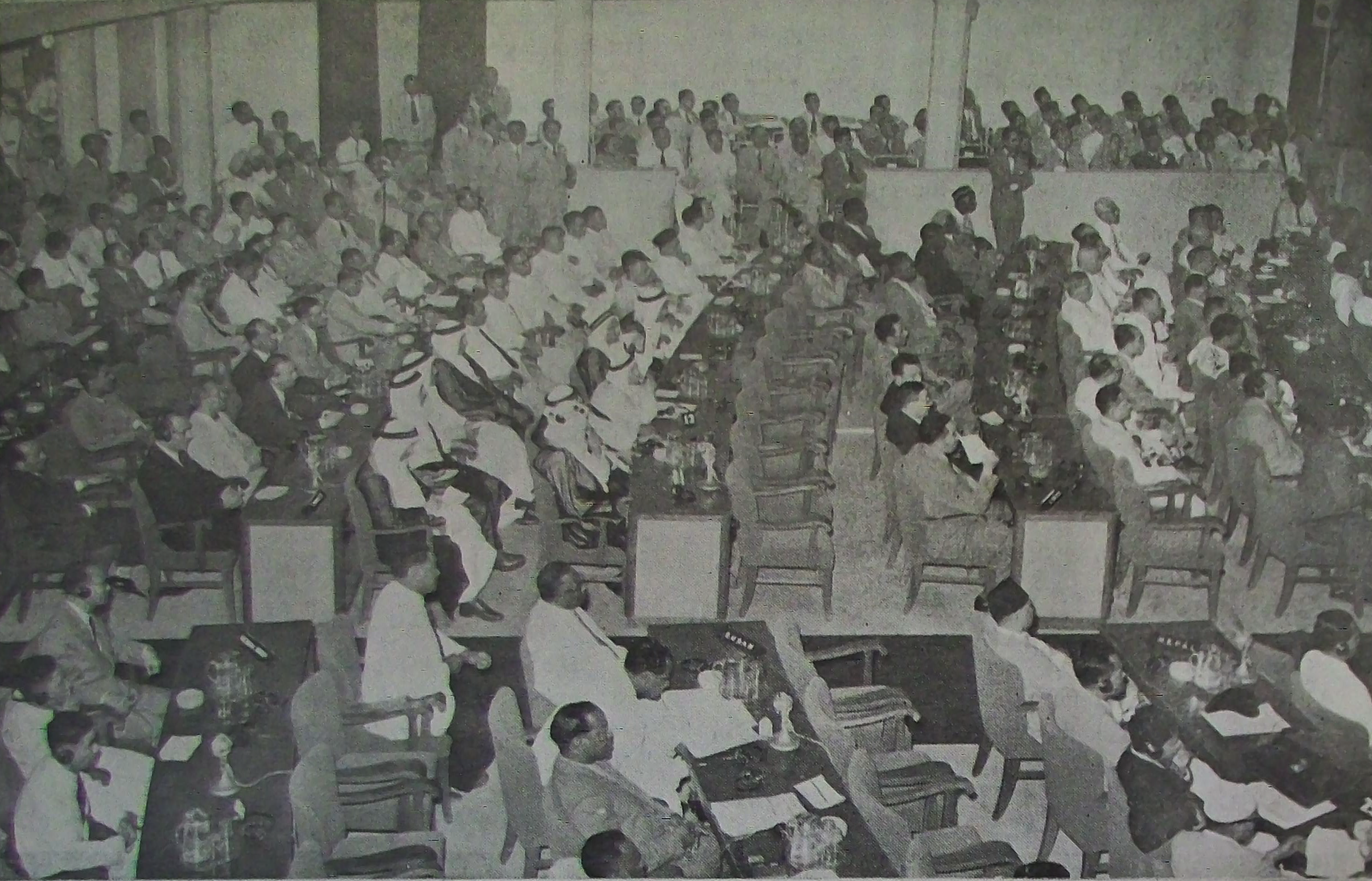
Plenarsitzung

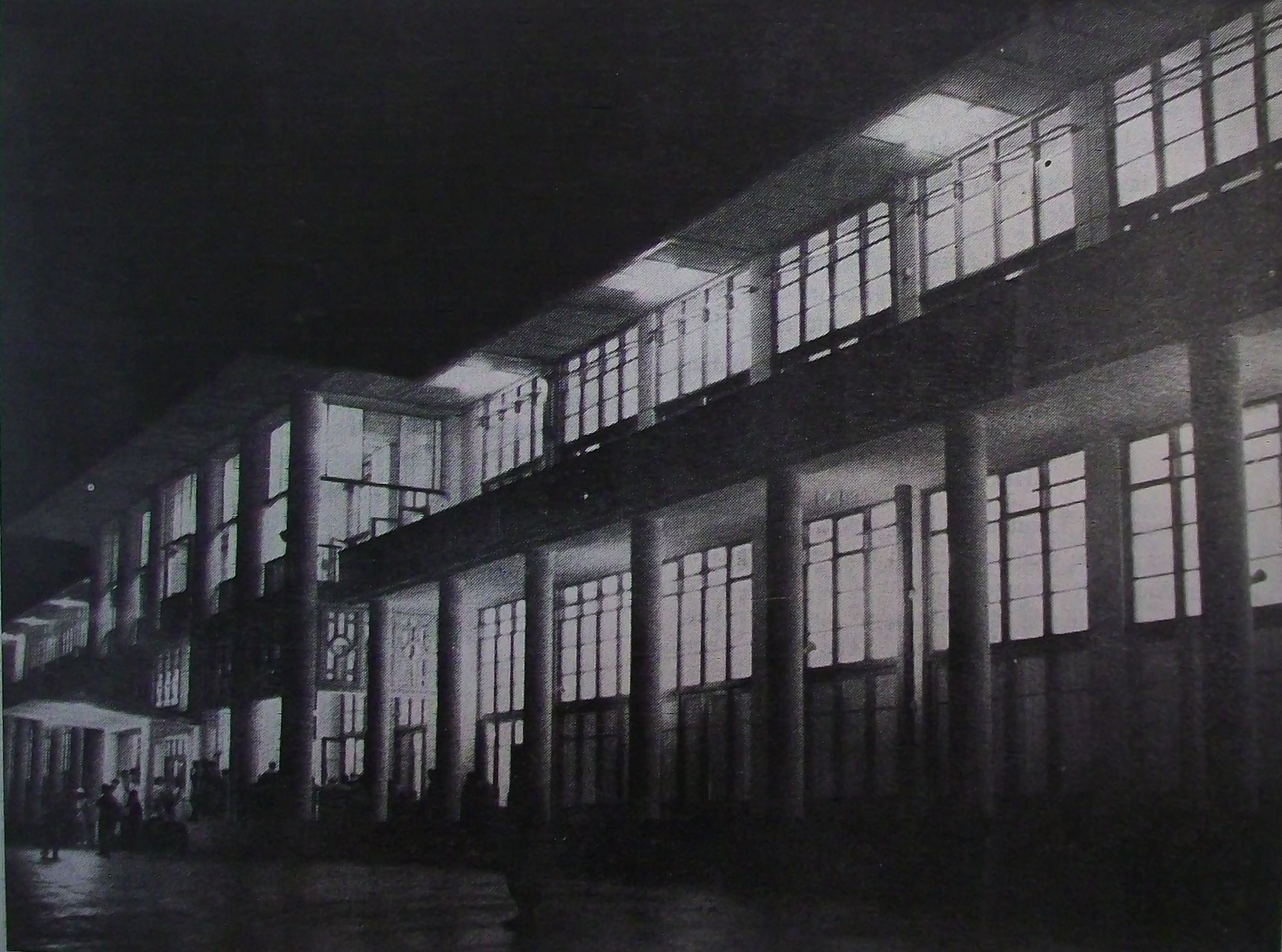
Dwi-warna-Konferenzgebäude bei Nacht

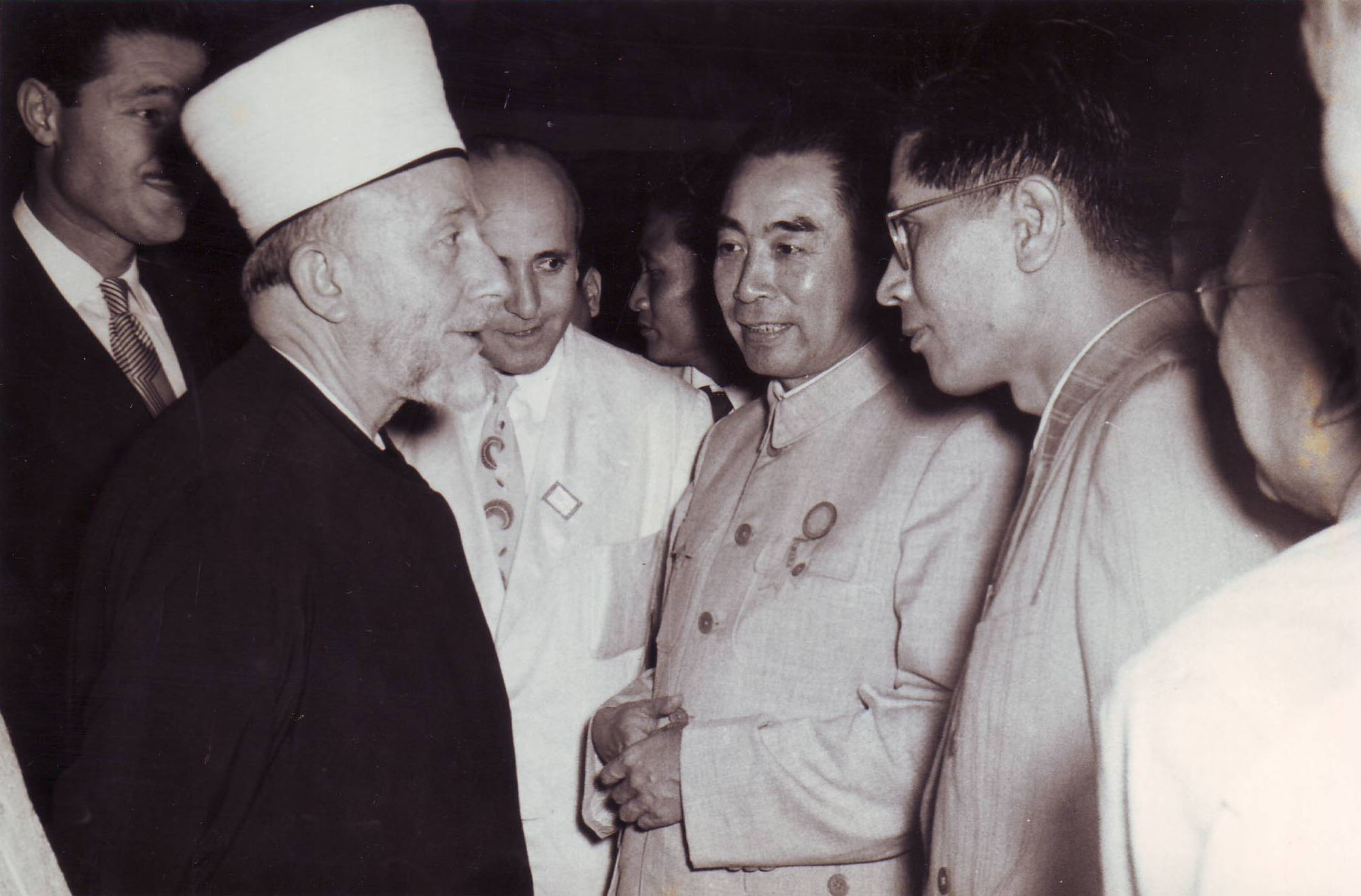
Der Leiter der Beobachterdelegation aus Palästina, Mufti Mohammed Amin al-Husseini in Diskussion mit dem Premierminister der Volksrepublik China, Zhou Enlai

Vom 18. bis zum 24. April 1955 fand in der indonesischen Stadt Bandung die erste asiatisch-afrikanische Konferenz statt (malaiisch Konferensi Asia-Afrika). Sie ist international auch unter der Bezeichnung Bandung-Konferenz bekannt. An ihr nahmen Vertreter von 29 Staaten Asiens und Afrikas teil, die zusammen etwas mehr als die Hälfte der damaligen Weltbevölkerung repräsentierten.

## Vorbereitungen
Am 13. Januar 1954 machte der damalige indonesische Premierminister Ali Sastroamidjojo den Vorschlag, eine pan-asiatisch-afrikanische Konferenz abzuhalten. Zu dieser Zeit waren große Teile Afrikas und Teile Asiens noch in europäischem Kolonialbesitz. Indien und Pakistan waren erst sieben Jahre zuvor vom Vereinigten Königreich unabhängig geworden und die Unabhängigkeit Indonesiens war erst vier Jahre zuvor durch die vormalige niederländische Kolonialmacht anerkannt worden. Im Vorfeld hatte es bereits einige regionale Zusammenkünfte der unabhängig gewordenen Staaten gegeben, die alle dem Ziel dienten, die gemeinsamen Interessen auszuloten und zusammen zu vertreten. Insbesondere die sogenannte Colombo-Gruppe, bestehend aus Indien, Pakistan, Burma, Ceylon und Indonesien spielte bei der Vorbereitung der Bandung-Konferenz eine wichtige Rolle. Der endgültige Entschluss zur Abhaltung der Konferenz wurde am 28. und 29. Dezember 1954 in Bogor gefällt.
Als Ziele und Diskussionsthemen der Konferenz wurden formuliert: 1. die Förderung freundschaftlicher Beziehungen als Basis für die Zusammenarbeit zwischen den Teilnehmerstaaten, 2. die Erörterung sozialer, wirtschaftlicher und kultureller Probleme, 3. die Diskussion von Problemen, die im Besonderen Asien und Afrika beträfen, wie nationale Unabhängigkeit, Rassismus und Kolonialismus, 4. eine Positionsbestimmung der asiatisch-afrikanischen Staatenwelt in der Gegenwart und die Frage welche Rolle diese Staaten bei der Lösung der Probleme der modernen Welt spielen könnten.
Fast alle formal unabhängigen oder halb unabhängigen Staaten Asiens und Afrikas wurden eingeladen, auch Japan, Nordkorea, Südkorea, Nordvietnam und Südvietnam. Nicht eingeladen wurden die Republik China (Taiwan), die Südafrikanische Union und Israel.
Nur ein eingeladener Staat sagte seine Teilnahme ab: der Präsident der Zentralafrikanischen Föderation schrieb, er sei aus Zeitgründen nicht zu einer Teilnahme in der Lage.

## Teilnehmerstaaten
Die Konferenz wurde von fünf Staaten ausgerichtet: dem Gastgeberland Indonesien, sowie Pakistan, Indien, Birma und Ceylon. Die Premierminister dieser fünf Länder nahmen an der Konferenz teil.
Es nahmen Vertreter der in der folgenden Tabelle aufgeführten Staaten teil. Die politischen System der teilnehmenden Staaten waren äußerst unterschiedlich. Das Spektrum reichte von absoluten Monarchien (Saudi-Arabien, Iran, Äthiopien) bis hin zu kommunistischen Einparteiendiktaturen (Volksrepublik China, Nordvietnam).
| Land                | politisches System                     | Paktsystem/ politische Assoziation | Einwohnerzahl | Einwohnerzahl | Fläche (mi²)     |
| ------------------- | -------------------------------------- | ---------------------------------- | ------------- | ------------- | ---------------- |
| Afghanistan         | Königreich                             | –                                  | 12.000.000    | (1949)        | 245.000          |
| Birma               | Republik                               | –                                  | 18.859.000    | (1952)        | 261.789          |
| Kambodscha          | Königreich                             | –                                  | 3.227.000     |               | 88.780           |
| Ceylon              | parlamentarische Demokratie            | Commonwealth                       | 8.103.000     | (1953)        | 25.352           |
| Volksrepublik China | kommunistische Einparteienherrschaft   | Ostblock                           | 602.000.000   | (1954)        | 3.760.339        |
| Ägypten             | Republik                               | Arabische Liga                     | 20.729.000    | (1951)        | 386.000          |
| Äthiopien           | Kaiserreich                            | –                                  | 18.180.000    | (1953)        | 350.000          |
| Goldküste           | Kolonie                                | Commonwealth                       | 3.989.000     |               | 78.802           |
| Indien              | parlamentarische Demokratie (Republik) | Commonwealth                       | 356.829.485   | (1951)        | 1.221.000        |
| Indonesien          | Republik                               | –                                  | 78.163.000    | (1952)        | 735.865          |
| Iran                | Kaiserreich                            | –                                  | 19.151.000    | (1951)        | 628.000          |
| Irak                | Königreich                             | Arabische Liga, CENTO              | 5.100.000     | (1950)        | 116.600          |
| Japan               | Kaiserreich                            | –                                  | 85.500.000    | (1952)        | 147.690          |
| Jordanien           | Königreich                             | Arabische Liga                     | 1.500.000     | (1950)        | 37.500           |
| Laos                | Königreich                             | –                                  | 1.189.000     |               | 69.480           |
| Libanon             | Republik                               | Arabische Liga                     | 1.285.000     | (1951)        | 4.000            |
| Liberia             | Republik                               | –                                  | 2.750.000     | (1953)        | 43.000           |
| Libyen              | Königreich                             | Arabische Liga                     | 1.340.000     | (1952)        | 1.100.000        |
| Nepal               | Königreich                             | –                                  | 7.000.000     | (1948)        | 54.000           |
| Pakistan            | Islamische Republik                    | SEATO, Commonwealth                | 75.687.000    | (1951)        | 365.907          |
| Philippinen         | Republik                               | SEATO                              | 20.631.000    | (1952)        | 115.000          |
| Saudi-Arabien       | Königreich                             | Arabische Liga                     | 6.500.000     | (1948)        | 870.000          |
| Sudan               | Republik                               | Arabische Liga                     | 8.764.000     | (1951)        | 967.500          |
| Syrien              | Republik                               | Arabische Liga                     | 3.381.000     | (1952)        | 66.046           |
| Thailand            | Königreich                             | SEATO                              | 19.192.000    | (1952)        | 200.148          |
| Türkei              | Republik                               | NATO, CENTO                        | 20.935.000    | (1950)        | 296.503          |
| Nordvietnam         | kommunistische Einparteienherrschaft   | Ostblock                           | 9.851.000     |               | zusammen 127.380 |
| Südvietnam          | Republik                               | –                                  | 5.579.000     |               | zusammen 127.380 |
| Jemen               | Königreich                             | Arabische Liga                     | 5.000.000     | (1952)        | 75.600           |

## Delegierte
Personell waren die Delegationen hochrangig besetzt. Unter den Delegierten befanden sich die Regierungschefs von Indien, der Volksrepublik China, Pakistan, Indonesien, Ägypten, Birma, Ceylon, des Libanon und Kambodscha.
| Staat               | Leiter der Delegation                         |
| ------------------- | --------------------------------------------- |
| Ägypten             | Gamal Abdel Nasser                            |
| Äthiopien           | Aklilu Habte-Wold                             |
| Afghanistan         | Mohammad Naim Khan                            |
| Birma               | U Nu                                          |
| Kambodscha          | Norodom Sihanouk                              |
| Ceylon              | John Lionel Kotalawela                        |
| Goldküste           | Koio Botsio                                   |
| Indien              | Jawaharlal Nehru, Krishna Menon               |
| Indonesien          | Sukarno, Ali Sastroamidjojo, Ruslan Abdulgani |
| Irak                | Muhammad Fadhel al-Jamali                     |
| Iran                | Ali Amini, Djalal Abdoh                       |
| Japan               | Takasaki Tatsunosuke                          |
| Jemen               | Hassan ibn Yahya                              |
| Jordanien           | Walid Salah                                   |
| Laos                | Katāy Dōn Sasōrit                             |
| Libanon             | Sami Solh                                     |
| Liberia             | Momolu Dukuly                                 |
| Libyen              | Mahmoud Bey Muntasser                         |
| Nepal               | Sovag Jung Thapa                              |
| Pakistan            | Muhammad Ali Bogra                            |
| Philippinen         | Carlos P. Rómulo                              |
| Saudi-Arabien       | Faisal ibn Abd al-Aziz                        |
| Sudan               | Ismail al-Azhari                              |
| Syrien              | Chalid al-Azm                                 |
| Thailand            | Wan Waithayakon                               |
| Türkei              | Fatin Rüştü Zorlu                             |
| Nordvietnam         | Phạm Văn Đồng                                 |
| Südvietnam          | Nguyễn Văn Thoai                              |
| Volksrepublik China | Zhou Enlai, Chen Yi, Qiao Guanhua, Huang Hua  |

## Beobachter
Die algerische Nationalbewegung Front de Libération Nationale nahm an der Konferenz 1955 mit Beobachterstatus teil. Auch der Vertreter der algerischen Konkurrenzbewegung, dem Mouvement national algérien (MNA), Chadli El Mekki, zählte zu den Teilnehmern. Er überreichte Jawaharlal Nehru einen Brief Messali Hadjs.
Auf der Konferenz anwesend war Erzbischof Makarios III. von Zypern (damals noch britische Kolonie), sowie Vertreter der antikolonialen Bewegungen in Marokko (französisch-spanisches Protektorat) und Tunesien (französische Kolonie), Vertreter des African National Congress (ANC) und des South African Indian Congress (SAIC).

## Konferenzort Bandung
Als Konferenzort wurde Bandung ausgewählt, eine zum damaligen Zeitpunkt noch verhältnismäßig kleine Stadt, die von der Atmosphäre und Architektur her noch von der niederländischen Kolonialzeit geprägt war und aufgrund ihrer Lage in etwa 770 Metern Höhe über dem Meeresspiegel ein gemäßigtes Klima aufwies. In Bandung befanden sich zwei große Gebäudekomplexe, die sich als Tagungsorte eigneten. Die Tagungsräume waren mit Kopfhörern ausgestattet und Simultandolmetscher sorgten für Übersetzungen in Englisch und Französisch. Nicht nur für die Delegierten, sondern auch für die rund 600 Pressevertreter aus aller Welt mussten Unterkünfte bereitgestellt werden, worum sich das Organisationssekretariat unter seinem Vorsitzenden Ruslan Abdulgani kümmerte. Für die Konferenzteilnehmer stand außerdem eine Flotte von Automobilen zu Transportzwecken zur Verfügung. Von den Konferenzbesuchern wurde die Organisation und Atmosphäre der Konferenz ganz überwiegend als wohldurchdacht und angenehm gelobt.

## Bombenanschlag auf dieKashmir Princess
Am 11. April 1955, eine Woche vor Konferenzbeginn, ereignete sich eine Bombenexplosion an Bord der Kashmir Princess, eines Charterfluges von Air India von Bombay über Hongkong nach Jakarta. Das Flugzeug stürzte ins Südchinesische Meer, wobei 16 der 19 Insassen ums Leben kamen. Der Anschlag hatte dem chinesischen Premierminister Zhou Enlai gegolten, der jedoch vorgewarnt wurde und einen späteren Flug nahm. Für den Anschlag wurde der Geheimdienst Chiang Kai-sheks verantwortlich gemacht, andere verdächtigten auch die CIA. Die Verantwortlichen oder Drahtzieher des Anschlages konnten nicht dingfest gemacht werden.

## Ablauf der Konferenz
Am 18. April 1955 eröffnete der indonesische Präsident Sukarno die Konferenz mit einer Ansprache an die Delegierten. In der Ansprache betonte er, dass die Konferenz „die erste interkontinentale Konferenz farbiger Völker in der Geschichte der Menschheit“ sei. Die vergangenen Jahre hätten enorme Veränderungen mit sich gebracht. Nationen und Staaten seien „aus einem jahrhundertelangen Schlaf aufgewacht“ und die Menschen seien nicht mehr passiv, sondern forderten aktiv ihre Rechte ein. Die Konferenzteilnehmer kämen zwar aus einem unterschiedlichen sozialen, kulturellen und religiösen Hintergrund, seien aber vereint in der Ablehnung des Kolonialismus und Rassismus, und hätten das gemeinsame Ziel, den Frieden in der Welt zu erhalten und zu bewahren. Die wirtschaftliche und politische Macht der Völker Afrikas und Asiens sei zwar schwach, aber die asiatisch-afrikanischen Völker hätten vereint eine moralische Autorität und könnten ihre Stimme für Frieden und Toleranz in der Welt erheben. Nach der Ansprache Sukarnos wurde Ali Sastroamidjojo zum Kongresspräsidenten gewählt und 23 Delegationsleiter gaben ebenfalls kurze Ansprachen ab (die Vertreter des Jemen und Südvietnams hielten keine Ansprache, sondern ließen ihre Ansprache per Text verteilen).
Bei den Vorbereitungen zur Konferenz war entschieden worden, dass die Agenda nicht durch die Organisatoren, sondern durch die Konferenzteilnehmer zusammengestellt werden sollte. Nach informellen Diskussionen am 17. und 18. April 1955 kamen die Leiter der Delegationen überein, die Agenda in fünf Themen zusammenzufassen: (1) Wirtschaftliche Zusammenarbeit, einschließlich der friedlichen Nutzung der Kernenergie (2) Kulturelle Zusammenarbeit, (3) Menschenrechte und das Selbstbestimmungsrecht – unter diesem Punkt sollten auch das Palästinaproblem und das Problem des Rassismus diskutiert werden, (4) das Problem abhängiger Völker – darunter sollten auch Tunesien, Marokko und Algerien diskutiert werden, und (5) die Förderung des Weltfriedens und der weltweiten Zusammenarbeit – hierunter sollten auch das Problem nuklearer Massenvernichtungswaffen und Abrüstung besprochen werden.
Die Konferenz beschloss, die Fragen der wirtschaftlichen und kulturellen Kooperation an zwei gewählte Komitees zu übertragen. Die Komitees erarbeiteten vom 19. bis 22. April 1955 Entwürfe, die nach einigen Diskussionen und Modifikationen durch die Konferenz am 23. April 1955 gebilligt wurde.
Die Leiter der jeweiligen Delegationen befassten sich in geschlossenen Sitzungen vom 20. bis 24. April 1955 mit den drei anderen Themenbereichen (Menschenrechte und Selbstbestimmung, Problem der abhängigen Völker und Förderung von Weltfrieden und Kooperation) und gaben den jeweiligen Arbeitsfortschritt per Communiqué täglich an die anderen Konferenzteilnehmer bekannt.

## Schlusscommuniqué
Die abschließende Plenarsitzung fand am 24. April 1955 statt. Auf dieser Sitzung wurde das durch die Delegationsleiter entworfene Abschlusscommuniqué durch die Konferenzteilnehmer angenommen. Dieses Communiqué war in sechs Abschnitte gegliedert. Im ersten Abschnitt wurde das Ziel der verstärkten Wirtschaftskooperation formuliert. Im zweiten Abschnitt wurde die Zusammenarbeit auf kulturellem Gebiet befürwortet, wobei explizit die Situation in Tunesien, Algerien und Marokko hervorgehoben wurde, wo die einheimische Kultur und Sprache durch die französische Kolonialmacht unterdrückt würden. Der dritte Abschnitt war „Menschenrechte und Selbstbestimmung“ betitelt. Hier wurde die Unterstützung der Konferenz für das in der UN-Charta formulierte Selbstbestimmungsrecht der Völker betont und explizit die Rassentrennung und Rassendiskriminierung in Südafrika verurteilt. Im vierten Abschnitt „Probleme abhängiger Völker“ wurde der Kolonialismus „und alle seine Manifestationen“ zu einem Übel erklärt und nochmal die Unterstützung der Unabhängigkeitsbestrebungen in Französisch-Nordafrika bekräftigt. Im fünften Abschnitt „Andere Probleme“ wurde die Unterstützung der Rechte der arabischen Bevölkerung Palästinas und die Unterstützung der Position Indonesiens im Streit um West-Irian formuliert. Der sechste Abschnitt befasste sich mit der Förderung des Weltfriedens und der weltweiten Zusammenarbeit. Hierin wurde die Aufnahme einiger Staaten in die Vereinten Nationen gefordert. Explizit wurden die Konferenzteilnehmer Kambodscha, Ceylon, Japan, Jordanien, Libyen, Nepal, sowie ein „vereinigtes Vietnam“ genannt. Der siebte und letzte Abschnitt enthielt eine „Erklärung zur Förderung des Weltfriedens“. In ihm wurde die territoriale Integrität und Souveränität aller Nationen betont und jeglicher Interventionismus sowie die Einmischung in die inneren Angelegenheiten anderer Staaten abgelehnt. Die „Gleichheit aller Rassen“ und Nationen wurde betont. Die Konferenzstaaten wollten sich nicht an kollektiven Verteidigungsbündnissen beteiligen, die „den Sonderinteressen einer der Großmächte dienten“.

## Spätere Folgekonferenzen
Die späteren afro-asiatischen Konferenzen erreichten nicht mehr das internationale Medienecho und die Breitenwirkung der Konferenz von Bandung. An der afro-asiatischen Solidaritätskonferenz in Kairo (26. Dezember 1957 bis 1. Januar 1958) nahmen bereits 43 Staaten teil. Die meisten Teilnehmer waren Vertreter von Friedensorganisationen, Parteien und Gewerkschaften, darunter auch aus der Sowjetunion. Auf dieser Konferenz zeigte sich eine betont anti-westliche Haltung vieler Teilnehmer.
Die zweite Solidaritätskonferenz in Conakry (11. bis 15. April 1960) beschloss, keine Atomwaffenversuche auf afrikanischem Boden zuzulassen und wandte sich insbesondere gegen die Rassenpolitik in Südafrika. Auch wurden alle Teilnehmer-Staaten aufgefordert, den Kampf der algerischen Unabhängigkeitsbewegung zu unterstützen.
Die vierte Konferenz fand vom 4. bis 10. Februar 1963 in Moshi (Tanganjika) statt. An dieser Konferenz nahmen Vertreter von 60 Staaten teil. Man fasste Beschlüsse
1. gegen den Neokolonialismus und gegen den Imperialismus
2. für die Unabhängigkeit aller noch nicht souveränen Gebiete
3. Aden sollte an den Jemen angegliedert werden
4. gegen die Schaffung eines Staates Malaysia
5. für die Unterstützung des Befreiungskampfes in Südamerika im Sinne Fidel Castros.

Die Bandung-Staaten waren im Rahmen der Konferenz durch ein Direktions-Komitee gesteuert, das 27 Mitglieder umfasste, dem ein permanentes Sekretariat aus 12 Mitgliedern zur Seite stand. Dem Direktions-Komitee stand ein Generalsekretär vor. Der Rat tagte jedes Jahr, die Versammlung war alle zwei Jahre in einer Hauptstadt Asiens oder Afrikas. Sitz des Sekretariats war Kairo.
In späteren Jahren wurde die Solidarität durch Differenzen unter den teilnehmenden Ländern zunehmend erschüttert, so dass die Vereinigung keine Rolle mehr spielte.
Das Archiv der Dokumente der Bandung-Konferenz steht seit 2015 auf der UNESCO-Liste des Weltdokumentenerbes.